# Meadow Woods
Meadow Woods ist ein census-designated place (CDP) im Orange County im US-Bundesstaat Florida. Das U.S. Census Bureau hat bei der Volkszählung 2020 eine Einwohnerzahl von 43.790 ermittelt.

## Geographie
Meadow Woods grenzt im Nordosten direkt an Orlando. Der CDP wird vom Florida’s Turnpike (SR 91) und dem Central Florida GreeneWay (SR 417) durchquert bzw. tangiert.

## Demographische Daten
Laut der Volkszählung 2010 verteilten sich die damaligen 25.558 Einwohner auf 9.454 Haushalte. Die Bevölkerungsdichte lag bei 866,4 Einw./km². 61,2 % der Bevölkerung bezeichneten sich als Weiße, 13,8 % als Afroamerikaner, 0,4 % als Indianer und 4,6 % als Asian Americans. 15,4 % gaben die Angehörigkeit zu einer anderen Ethnie und 4,6 % zu mehreren Ethnien an. 67,2 % der Bevölkerung bestand aus Hispanics oder Latinos.
Im Jahr 2010 lebten in 51,6 % aller Haushalte Kinder unter 18 Jahren sowie 17,7 % aller Haushalte Personen mit mindestens 65 Jahren. 82,3 % der Haushalte waren Familienhaushalte (bestehend aus verheirateten Paaren mit oder ohne Nachkommen bzw. einem Elternteil mit Nachkomme). Die durchschnittliche Größe eines Haushalts lag bei 3,29 Personen und die durchschnittliche Familiengröße bei 3,54 Personen.
32,7 % der Bevölkerung waren jünger als 20 Jahre, 30,5 % waren 20 bis 39 Jahre alt, 26,0 % waren 40 bis 59 Jahre alt und 10,9 % waren mindestens 60 Jahre alt. Das mittlere Alter betrug 32 Jahre. 48,0 % der Bevölkerung waren männlich und 52,0 % weiblich.
Das durchschnittliche Jahreseinkommen lag bei 47.450 $, dabei lebten 14,1 % der Bevölkerung unter der Armutsgrenze.
Im Jahr 2000 war Englisch die Muttersprache von 43,76 % der Bevölkerung, Spanisch sprachen 52,97 % und 3,27 % hatten eine andere Muttersprache.